# Джон Віктор Мурра
Джон Віктор Мурра (англ. John Victor Murra; нар. 24 серпня 1916, Одеса, Херсонська губернія, Російська імперія — 16 жовтня 2006, Ітака, Нью-Йорк, США) — американський професор антропології українського єврейського походження, дослідник Імперії Інків.

## Раннє життя і освіта
Народився Ісак Ліпшиц в Одесі, українському місті Російської імперії, у 1916 році. Мурра емігрував до Сполучених Штатів у 1934 році та отримав ступінь бакалавра соціології в Чиказькому університеті в 1936 році. У 1937 році він відплив до Європи і воював у громадянській війні в Іспанії як іноземний доброволець на боці Другої іспанської республіки. Будучи членом бригади Авраама Лінкольна, він спочатку працював контрабандистом із французького Перпіньяна. Потім він увійшов до Іспанії та був поранений у бою під час битви на Ебро. Його поранення пізніше, з медичної точки зору, не дозволило йому брати участь у Другій світовій війні. Повернувшись до Сполучених Штатів у 1939 році, він повернувся до Іллінойсу, щоб продовжити навчання в Чиказькому університеті. Він отримав ступінь магістра в 1942 році і докторську ступінь в 1956 році, обидві — з антропології.

## Кар'єра
Мурра викладав в Університеті Пуерто-Ріко (1947–50), Вассар-коледжі (1950–61), Єльському університеті (1962–63), Університеті Сан-Маркос (1964–66) і Корнелльському університеті (1968–82).
Його робота включала розробку нового погляду на імперію інків, де торгівля та дарування подарунків між родичами були звичними. Завдяки ретельному вивченню іспанських колоніальних архівів і судових документів він виявив, що інки, які мешкали в тропічних лісах, ходили в Анди, щоб обміняти врожай на такі продукти, як шерсть, від своїх горян. Мурра назвав це «вертикальним архіпелагом», і його модель була перевірена пізнішими дослідженнями. Деякі компоненти теорії суперечливі, але вона стала загальноприйнятою економічною моделлю Центральних Анд.
Праці Мурра включають «The Economic Organization of the Inca State» (1956), «Cloth and its Functions in the Inca State» (1962) та «El mundo andino: población, medio ambiente y economía» (2002). Після виходу на пенсію він працював у Національному музеї етнографії в Ла-Пасі, Болівія.
Він помер у своєму будинку в Ітаці, штат Нью-Йорк, у 2006 році.